# Stiftsmühle St. Peter

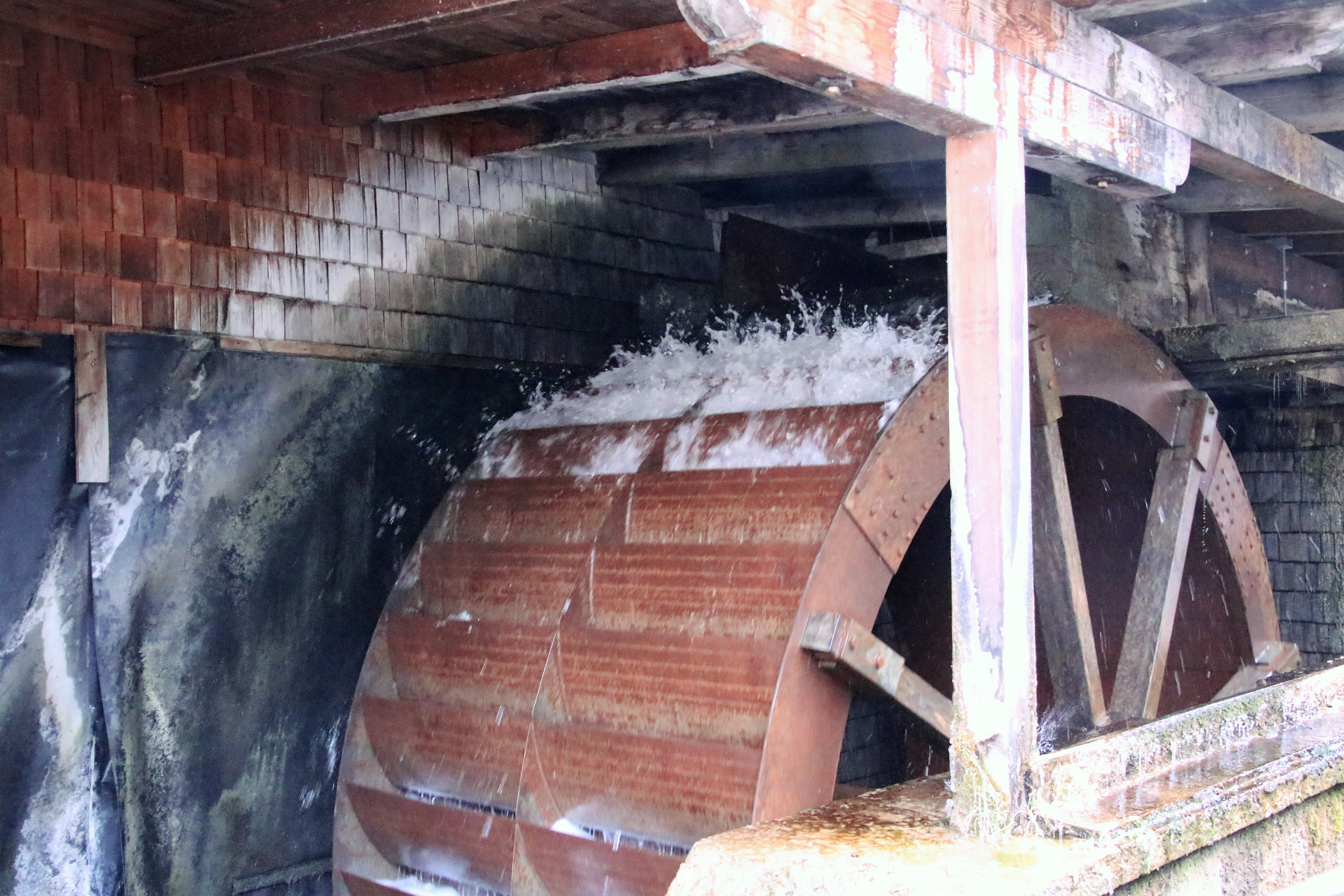
Stiftsmühle

Die Stiftsbäckerei und -mühle St. Peter ist eine alte Bäckerei und Wassermühle. Sie liegt am Almkanal im Mühlenhof zwischen Kapitelplatz und dem Petersfriedhof in der Altstadt von Salzburg. Sie gehört zum Stift St. Peter.

## Geschichte
Bereits im 8. Jahrhundert wurden im Strom des künstlich angelegten Almkanales Mühlen betrieben. Damit ist der Almkanal mit seinen Mühlen eine der ältesten Energieversorgungsanlagen Mitteleuropas. Herzstück des Almkanals war der in den Jahren 1136 bis 1143 durch den Festungsberg geschlagene Tunnel mit 410 Metern Länge ins Stadtzentrum. Entlang des rund 18 km langen Wasserleitungsnetzes wurden in der Blütezeit 19. Jahrhundert bis zu 120 Wasserräder betrieben. Heute existieren 15 Kleinkraftwerksanlagen, die zusammen rund 1,6 MW Strom produzieren. Zu diesen Anlagen kamen zwei weitere Anlagen hinzu, eine davon ist die Stiftsmühle im Mühlenhof bei St. Peter.
2007 wurde das Mühlrad genau an der Stelle eingebaut, an der auch in den Jahren 1160 bis 1922 immer mindestens ein Wasserrad die Mühle in der Stiftsbäckerei antrieb. Von 1923 bis zur Einstellung des Mühlenbetriebes diente dazu eine Francis-Turbine. Diese wurde jedoch 1966 ausgebaut, da sich der Mühlenbetrieb nicht mehr rentierte.
Die Idee zur Wiedererrichtung eines Mühlrades hatte Franz Grabmer, Müller, Bäcker und ehemaliger Geschäftsführer der Stifts- und Salzachmühlen im Mülln, die ebenfalls dem Stift St. Peter gehören. Mit Zustimmung des Erzabtes von St. Peter Edmund Wagenhofer und der Wassergenossenschaft „Stiftsarm“. Ohne Eingriffe in die historische Bausubstanz konnte hier, unter Verwendung des alten Wasserbaus, eine Mühle errichtet werden. Das Mühlrad erzeugt über ein Getriebe und einen Generator Strom, der teilweise für den Betrieb dieser traditionellen Mühle genutzt wird. Seit 2010 wird das Roggenmehl vor Ort vermahlen. Dies geschieht durch eine Kombination von drei Mühlsteinen und Sieben, die eine Überhitzung des Mahlgutes, und damit die Zerstörung wertvoller Inhaltsstoffe, verhindert. Die Förderung der Mahlprodukte erfolgt pneumatisch.
Franz Grabner ist Pächter der Mühle und der Bäckerei, die bereits seit dem 12. Jahrhundert besteht. Vor allem das „St. Peter-Brot“, das hier gebacken wird, ist überregional bekannt.

## Mühle
Die Mühle im Vorraum der Bäckerei wurde 2006 neu errichtet. Das Wasserrad ist oberschlächtig aus Lärchenholz mit metallener Rosette und Welle. Es treibt über ein wartungsfreies Zahnradgetriebe einen Generator an. Das Rad hat einen Durchmesser von vier Metern und eine Breite von zwei Metern. Es erzeugt bei sechs Umdrehungen pro Minute und einer regulierten Wassermenge von 400 Litern Wasser durchschnittlich 10 kW.
Das Mühlrad wurde von Mühlenbaumeister Felix Neuhofer aus Henndorf am Wallersee hergestellt und läuft seit dem Einbau 2006 störungsfrei. 
Um die Haltbarkeit des Mühlrades zu erhöhen, wurde es überdacht.